# محمد فوفانا (لاعب كرة قدم مواليد 1985)
محمد فوفانا (بالفرنسية: Mohamed Fofana)‏ هو لاعب كرة قدم مالي وفرنسي في مركز الوسط، ولد في 7 مايو 1985 في باريس في فرنسا. لعب مع نادي برو باتاريا ونادي رافينا ونادي ساليرنيتانا ونادي سبال ونادي سيتاديلا ونادي كاتانزارو.